# Ligue féminine de basket 2020-2021
Navigation
2019-2020 2021-2022
| \| Bourges Lyon Lattes Mont-de-Marsan Nantes Landerneau Charleville-Mézières Saint-Amand-les-Eaux Villeneuve-d'Ascq Charnay-lès-Mâcon La Roche-sur-Yon Tarbes \| Localisation des clubs. |
| Bourges Lyon Lattes Mont-de-Marsan Nantes Landerneau Charleville-Mézières Saint-Amand-les-Eaux Villeneuve-d'Ascq Charnay-lès-Mâcon La Roche-sur-Yon Tarbes                               |

La saison 2020-2021 de la LFB est la 23e édition de la Ligue féminine de basket.

## Formule de la compétition
Le championnat est composé de douze équipes. Les huit meilleures équipes participent aux play-offs et les quatre dernières aux play-dows. L’équipe vainqueur des play-offs est championne de France.
En raison de la situation sanitaire, la saison 2020-2021 se déroulera sans play-downs ; ainsi, l’équipe classée 12e et dernière de la saison régulière sera reléguée en Ligue féminine 2 pour la saison suivante.

## Clubs participants
Légende des couleurs
- Euroligue féminine de basket-ball 2020-2021
- Eurocoupe féminine de basket-ball 2020-2021

| Club                                                         | Ville                | Dernière montée | Classement 2018-2019 | Entraîneur        | Depuis | Salle                                | Capacité théorique | Nombre de saisons en LFB |
| ------------------------------------------------------------ | -------------------- | --------------- | -------------------- | ----------------- | ------ | ------------------------------------ | ------------------ | ------------------------ |
| Tango Bourges Basket                                         | Bourges              | 1991            | 02                   | Olivier Lafargue  | 2017   | Palais des sports du Prado           | 5 000              | 29                       |
| Flammes Carolo basket                                        | Charleville-Mézières | 2010            | 04                   | Romuald Yernaux   | 2002   | Caisse d’épargne Arena               | 2 960              | 10                       |
| Charnay Basket Bourgogne Sud                                 | Charnay-lès-Mâcon    | 2019            | 01 (LF2)             | Matthieu Chauvet  | 2016   | Le Cosec                             | 700                | 1                        |
| Landerneau Bretagne Basket                                   | Landerneau           | 2018            | 07                   | Stéphane Leite    | 2014   | La Cimenterie                        | 1 500              | 2                        |
| Basket Landes                                                | Mont-de-Marsan       | 2008            | 06                   | Julie Barennes    | 2019   | Espace François-Mitterrand           | 2 500              | 12                       |
| Basket Lattes Montpellier Méditerranée Métropole Association | Lattes               | 2001            | 03                   | Thibaut Petit     | 2018   | Palais des sports de Lattes          | 1 000              | 19                       |
| LDLC ASVEL féminin                                           | Lyon                 | 2011            | 01                   | Valéry Demory     | 2017   | Salle Mado Bonnet                    | 1 400              | 9                        |
| Nantes Rezé Basket                                           | Nantes               | 2008            | 11                   | Aurélie Bonnan    | 2012   | Salle de la Trocardière              | 4 238              | 12                       |
| Roche Vendée Basket Club                                     | La Roche-sur-Yon     | 2017            | 05                   | Emmanuel Body     | 2013   | Salle des Oudairies                  | 2 500              | 3                        |
| Saint-Amand Hainaut Basket                                   | Saint-Amand-les-Eaux | 2010            | 10                   | Fabrice Fernandes | 2013   | Salle Maurice-Hugot                  | 1 700              | 11                       |
| Tarbes Gespe Bigorre                                         | Tarbes               | 2016            | 08                   | François Gomez    | 2015   | Palais des sports du quai de l'Adour | 2 000              | 28                       |
| Villeneuve-d’Ascq                                            | Villeneuve-d’Ascq    | 2000            | 09                   | Rachid Meziane    | 2019   | Le Palacium                          | 1 800              | 20                       |

## La saison régulière

### Classement de la saison régulière
En cas d’égalité, les clubs sont départagés en fonction des résultats obtenus lors de leurs confrontations directes, indiquées entre parenthèses si nécessaire.
| Rang | Équipe                         | Pts | J  | G  | P  | Pp   | Pc   | Diff |
| ---- | ------------------------------ | --- | -- | -- | -- | ---- | ---- | ---- |
| 1    | Tango BourgesC                 | 42  | 22 | 20 | 2  | 1713 | 1428 | 285  |
| 2    | LDLC Lyon ASVEL fémininT       | 39  | 22 | 17 | 5  | 1735 | 1463 | 272  |
| 3    | Basket Landes                  | 38  | 22 | 16 | 6  | 1607 | 1464 | 143  |
| 4    | Lattes-Montpellier BLMAF       | 36  | 22 | 14 | 8  | 1633 | 1524 | 109  |
| 5    | ESB Villeneuve-d’Ascq LM       | 33  | 22 | 11 | 11 | 1564 | 1613 | -49  |
| 6    | Roche Vendée Basket Club (+14) | 32  | 22 | 10 | 12 | 1587 | 1619 | -32  |
| 7    | FCB Charleville-Mézières (–14) | 32  | 22 | 10 | 12 | 1587 | 1543 | 44   |
| 8    | Tarbes Gespe Bigorre           | 31  | 22 | 9  | 13 | 1435 | 1511 | -76  |
| 9    | Charnay-lès-MâconP             | 30  | 22 | 8  | 14 | 1492 | 1635 | -143 |
| 10   | Landerneau Bretagne Basket     | 29  | 22 | 7  | 15 | 1542 | 1633 | -91  |
| 11   | Saint-Amand Hainaut Basket     | 28  | 22 | 6  | 16 | 1397 | 1617 | -220 |
| 12   | Nantes Rezé Basket             | 26  | 22 | 4  | 18 | 1434 | 1676 | -242 |

|   | Qualification pour les playoffs      |
|   | Relégation en Ligue féminine 2       |
| T | Tenant du titre 2019                 |
| F | Finaliste 2019                       |
| P | Promu de LF2                         |
| C | Vainqueur de la Coupe de France 2019 |

### Matchs
| Résultats (dom.\ext.)                                              | BOU   | CHV   | CHN     | LDR   | LDS   | LAT   | LYO   | NAN   | ROC    | SAH   | TAR     | VIL     |
| Bourges                                                            |       | 72-68 | 79-48   | 71-64 | 62-69 | 74-71 | 74-62 | 69-50 | 92-75  | 80-54 | 83-48   | 81-76   |
| Charleville-Mézières                                               | 68-76 |       | 70-58   | 93-71 | 68-74 | 79-82 | 66-74 | 78-76 | 59-68  | 93-70 | 72-55   | 82-65   |
| Charnay-lès-Mâcon                                                  | 74-83 | 79-77 |         | 69-60 | 69-72 | 70-77 | 54-80 | 76-58 | 87-108 | 72-73 | 63-85   | 76-55   |
| Landerneau                                                         | 75-87 | 57-67 | 74-52   |       | 77-85 | 80-75 | 72-83 | 80-69 | 83-75  | 79-87 | 72-79ap | 76-80ap |
| Basket Landes                                                      | 61-66 | 76-64 | 68-72   | 75-59 |       | 92-71 | 63-75 | 69-61 | 72-69  | 66-60 | 66-70   | 81-57   |
| Lattes-Montpellier                                                 | 68-76 | 96-58 | 79-77   | 54-48 | 77-73 |       | 86-70 | 62-60 | 74-78  | 75-61 | 80-65   | 71-59   |
| Lyon                                                               | 76-75 | 66-58 | 107-71  | 77-82 | 70-71 | 80-67 |       | 79-61 | 86-61  | 89-55 | 72-53   | 85-68   |
| Nantes-Rezé                                                        | 53-88 | 66-79 | 79-59   | 63-76 | 62-83 | 66-83 | 49-87 |       | 82-65  | 70-54 | 70-67   | 59-68   |
| La Roche-sur-Yon                                                   | 56-76 | 79-74 | 66-75   | 82-55 | 54-86 | 66-86 | 64-78 | 86-75 |        | 84-42 | 75-59   | 71-76   |
| Saint-Amand-les-Eaux                                               | 63-87 | 54-81 | 65-75   | 53-67 | 77-62 | 52-71 | 63-77 | 98-66 | 68-59  |       | 59-73   | 47-63   |
| Tarbes                                                             | 55-65 | 64-59 | 56-59   | 81-66 | 59-75 | 55-45 | 77-91 | 73-68 | 65-70  | 63-57 |         | 63-69   |
| Villeneuve-d’Ascq                                                  | 94-97 | 65-74 | 64-57ap | 76-69 | 65-68 | 85-83 | 73-71 | 97-71 | 69-76  | 65-85 | 75-70   |         |
| - Victoire à domicile - Victoire à l'extérieur - Match non disputé |       |       |         |       |       |       |       |       |        |       |         |         |

### Évolution du classement
| Journées / Clubs     | 1    | 2    | 3    | 4    | 5    | 6    | 7    | 8    | 9    | 10   | 11  | 12   | 13   | 14   | 15   | 16   | 17   | 18   | 19   | 20   | 21   | 22 | Top | PO | Rel |
| -------------------- | ---- | ---- | ---- | ---- | ---- | ---- | ---- | ---- | ---- | ---- | --- | ---- | ---- | ---- | ---- | ---- | ---- | ---- | ---- | ---- | ---- | -- | --- | -- | --- |
| Bourges              | 9-1  | 6-1  | 11-2 | 11-4 | 11-5 | 11-6 | 1    | 1-1  | 2-4  | 4-5  | 1   | 1-1  | 1-2  | 2-3  | 2-3  | 2-3  | 2-3  | 2-3  | 1-1  | 1-1  | 1-1  | 1  | 9   | 18 |     |
| Lyon                 | 12-1 | 11-1 | 12-2 | 12-4 | 12-5 | 12-6 | 5-1  | 6-2  | 6-4  | 6-5  | 5-1 | 3-2  | 3-2  | 6-3  | 3-3  | 3-3  | 4-3  | 4-3  | 5-3  | 4-3  | 3-2  | 2  |     | 16 | 5   |
| Basket Landes        | 1    | 3    | 5-1  | 1-1  | 3-2  | 1-2  | 2-1  | 2-2  | 1-2  | 1-3  | 2   | 2    | 2-1  | 1-1  | 1-1  | 1-1  | 1-1  | 1-1  | 2    | 2    | 2    | 3  | 10  | 22 |     |
| Lattes-Montpellier   | 8    | 10-1 | 10-2 | 6-2  | 9-3  | 6-3  | 8-2  | 9-3  | 11-5 | 12-5 | 8-1 | 6-2  | 6-2  | 5-2  | 6-2  | 6-2  | 3-2  | 6-2  | 4-1  | 6-2  | 6-2  | 4  |     | 16 | 1   |
| Villeneuve-d’Ascq    | 4    | 4    | 6    | 2    | 1    | 2-1  | 3    | 3-1  | 3-3  | 2-3  | 3   | 5    | 4-1  | 3-1  | 4-1  | 4-1  | 5-1  | 3-1  | 6-1  | 5-1  | 4    | 5  | 1   | 22 |     |
| La Roche-sur-Yon     | 11-1 | 1    | 4-1  | 10-3 | 10-4 | 9-4  | 6    | 4-1  | 6-3  | 5-3  | 6   | 4    | 5-1  | 6-1  | 5-1  | 5-1  | 6-1  | 5-1  | 3    | 3    | 5    | 6  | 1   | 18 |     |
| Charleville-Mézières | 2    | 8-1  | 2-1  | 4-2  | 2-2  | 3-3  | 6-2  | 6-3  | 5-4  | 3-4  | 6-2 | 9-3  | 8-3  | 8-3  | 8-3  | 6-3  | 6-3  | 8-3  | 9-3  | 9-4  | 8-3  | 6  |     | 19 |     |
| Tarbes               | 6    | 5    | 1    | 5-1  | 6-1  | 6-1  | 12-1 | 12-2 | 8-3  | 8-3  | 11  | 6    | 10-1 | 9-1  | 9-1  | 9-1  | 8-1  | 6-1  | 6-1  | 6-1  | 6    | 8  | 1   | 15 | 2   |
| Charnay-lès-Mâcon    | 10-1 | 2    | 6-1  | 6-2  | 8-3  | 10-4 | 11-1 | 11-2 | 10-3 | 10-3 | 9   | 10-1 | 11-1 | 11-1 | 10-1 | 10-1 | 10-1 | 10-1 | 10-1 | 10-2 | 10-1 | 9  |     | 4  |     |
| Landerneau           | 3    | 9-1  | 3-1  | 3-1  | 4-1  | 4-2  | 4    | 5-1  | 4-3  | 6-4  | 4   | 8-1  | 6-2  | 4-2  | 6-2  | 8-2  | 9-2  | 9-2  | 8-1  | 8-2  | 9-1  | 10 |     | 17 |     |
| Saint-Amand-les-Eaux | 6    | 12-1 | 9-1  | 9-1  | 6-1  | 8-1  | 10   | 10-1 | 12-3 | 11-3 | 12  | 11-1 | 12-1 | 12-1 | 12-1 | 12-1 | 12-1 | 12-1 | 12-2 | 12-2 | 11-1 | 11 |     | 3  | 11  |
| Nantes-Rezé          | 5    | 6    | 8    | 8-1  | 5-1  | 5-1  | 9    | 8-1  | 9-3  | 9-3  | 10  | 12-1 | 9-1  | 10-1 | 11-1 | 11-1 | 11-1 | 11-1 | 11-2 | 11-2 | 12-1 | 12 |     | 7  | 3   |

### État de forme des équipes
| Journées / Clubs     | 1 | 2 | 3 | 4 | 5 | 6 | 7 | 8 | 9 | 10 | 11 | 12 | 13 | 14 | 15 | 16 | 17 | 18 | 19 | 20 | 21 | 22 |
| -------------------- | - | - | - | - | - | - | - | - | - | -- | -- | -- | -- | -- | -- | -- | -- | -- | -- | -- | -- | -- |
| Bourges              | G | G | G | G | G | G | G | G | G | G  | G  | G  | G  | P  | G  | G  | G  | G  | G  | G  | P  | G  |
| Lyon                 | G | G | P | G | G | G | G | P | G | G  | G  | G  | G  | G  | G  | P  | G  | P  | G  | G  | G  | G  |
| Basket Landes        | G | G | G | G | P | G | G | G | G | P  | G  | P  | G  | G  | G  | G  | P  | G  | P  | P  | G  | G  |
| Lattes-Montpellier   | P | G | G | G | P | G | G | G | P | P  | P  | G  | G  | G  | G  | P  | G  | P  | P  | G  | G  | G  |
| Villeneuve-d’Ascq    | G | P | P | G | G | P | P | G | G | G  | G  | G  | P  | P  | P  | P  | P  | G  | G  | P  | G  | P  |
| La Roche-sur-Yon     | P | G | P | G | G | G | P | G | P | G  | P  | P  | P  | P  | G  | P  | P  | G  | G  | G  | P  | P  |
| Charleville-Mézières | G | P | G | P | G | P | P | P | G | G  | G  | P  | P  | G  | P  | G  | P  | P  | P  | P  | G  | G  |
| Tarbes               | P | P | G | P | P | P | P | P | P | P  | G  | G  | G  | G  | P  | G  | G  | G  | P  | P  | P  | G  |
| Charnay-lès-Mâcon    | P | G | P | P | P | P | G | P | P | P  | P  | P  | P  | P  | G  | G  | G  | P  | G  | G  | G  | P  |
| Landerneau           | G | P | G | P | P | G | G | P | G | P  | P  | P  | P  | G  | P  | P  | P  | P  | P  | P  | P  | P  |
| Saint-Amand-les-Eaux | P | P | P | P | P | P | P | P | P | G  | P  | G  | P  | P  | P  | G  | G  | P  | G  | G  | P  | P  |
| Nantes-Rezé          | P | P | P | P | G | P | P | G | P | P  | P  | P  | G  | P  | P  | P  | P  | G  | P  | P  | P  | P  |

Séries de la saison
- Séries de victoires : 19 (Bourges)
- Séries de défaites : 9 (Saint-Amand-les-Eaux)

## Phase finale

### Playoffs
Cette année, les huit meilleures équipes accèdent aux playoffs. La première rencontre la huitième, la seconde rencontre la septième, la troisième rencontre la sixième et la quatrième rencontre la cinquième du classement à l’issue de la saison régulière.

#### Tableau principal
|  | Quarts de finale | Quarts de finale         | Quarts de finale                       | Quarts de finale        |    |                          | Demi-finales                           | Demi-finales                           | Demi-finales                           | Demi-finales                           |  |  | Finale                                    | Finale                                    | Finale                                    | Finale                                    |
|  |                  |                          |                                        |                         |    |                          |                                        |                                        |                                        |                                        |  |  |                                           |                                           |                                           |                                           |
|  | 4 et 8 mai 2021  | 4 et 8 mai 2021          | 4 et 8 mai 2021                        | 4 et 8 mai 2021         |    |                          | 13 mai 2021 à 20 h – Le Prado, Bourges | 13 mai 2021 à 20 h – Le Prado, Bourges | 13 mai 2021 à 20 h – Le Prado, Bourges | 13 mai 2021 à 20 h – Le Prado, Bourges |  |  | 15 mai 2021 à 18 h 30 – Le Prado, Bourges | 15 mai 2021 à 18 h 30 – Le Prado, Bourges | 15 mai 2021 à 18 h 30 – Le Prado, Bourges | 15 mai 2021 à 18 h 30 – Le Prado, Bourges |
|  | 4 et 8 mai 2021  | 4 et 8 mai 2021          | 4 et 8 mai 2021                        | 4 et 8 mai 2021         |    |                          | 13 mai 2021 à 20 h – Le Prado, Bourges | 13 mai 2021 à 20 h – Le Prado, Bourges | 13 mai 2021 à 20 h – Le Prado, Bourges | 13 mai 2021 à 20 h – Le Prado, Bourges |  |  | 15 mai 2021 à 18 h 30 – Le Prado, Bourges | 15 mai 2021 à 18 h 30 – Le Prado, Bourges | 15 mai 2021 à 18 h 30 – Le Prado, Bourges | 15 mai 2021 à 18 h 30 – Le Prado, Bourges |
|  | 1                | Tango Bourges            | 20                                     | *20                     |    |                          | 13 mai 2021 à 20 h – Le Prado, Bourges | 13 mai 2021 à 20 h – Le Prado, Bourges | 13 mai 2021 à 20 h – Le Prado, Bourges | 13 mai 2021 à 20 h – Le Prado, Bourges |  |  | 15 mai 2021 à 18 h 30 – Le Prado, Bourges | 15 mai 2021 à 18 h 30 – Le Prado, Bourges | 15 mai 2021 à 18 h 30 – Le Prado, Bourges | 15 mai 2021 à 18 h 30 – Le Prado, Bourges |
|  | 1                | Tango Bourges            | 20                                     | *20                     |    |                          | 13 mai 2021 à 20 h – Le Prado, Bourges | 13 mai 2021 à 20 h – Le Prado, Bourges | 13 mai 2021 à 20 h – Le Prado, Bourges | 13 mai 2021 à 20 h – Le Prado, Bourges |  |  | 15 mai 2021 à 18 h 30 – Le Prado, Bourges | 15 mai 2021 à 18 h 30 – Le Prado, Bourges | 15 mai 2021 à 18 h 30 – Le Prado, Bourges | 15 mai 2021 à 18 h 30 – Le Prado, Bourges |
|  | 8                | Tarbes Gespe Bigorre     | *0                                     | 0                       |    |                          | 13 mai 2021 à 20 h – Le Prado, Bourges | 13 mai 2021 à 20 h – Le Prado, Bourges | 13 mai 2021 à 20 h – Le Prado, Bourges | 13 mai 2021 à 20 h – Le Prado, Bourges |  |  | 15 mai 2021 à 18 h 30 – Le Prado, Bourges | 15 mai 2021 à 18 h 30 – Le Prado, Bourges | 15 mai 2021 à 18 h 30 – Le Prado, Bourges | 15 mai 2021 à 18 h 30 – Le Prado, Bourges |
|  | 8                | Tarbes Gespe Bigorre     | *0                                     | 0                       | 1  | Tango Bourges            | 73                                     | 73                                     |                                        |                                        |  |  | 15 mai 2021 à 18 h 30 – Le Prado, Bourges | 15 mai 2021 à 18 h 30 – Le Prado, Bourges | 15 mai 2021 à 18 h 30 – Le Prado, Bourges | 15 mai 2021 à 18 h 30 – Le Prado, Bourges |
|  | 4 et 8 mai 2021  |                          |                                        |                         | 1  | Tango Bourges            | 73                                     | 73                                     |                                        |                                        |  |  | 15 mai 2021 à 18 h 30 – Le Prado, Bourges | 15 mai 2021 à 18 h 30 – Le Prado, Bourges | 15 mai 2021 à 18 h 30 – Le Prado, Bourges | 15 mai 2021 à 18 h 30 – Le Prado, Bourges |
|  |                  |                          | 4                                      | Lattes-Montpellier BLMA | 74 | 74                       |                                        |                                        |                                        |                                        |  |  | 15 mai 2021 à 18 h 30 – Le Prado, Bourges | 15 mai 2021 à 18 h 30 – Le Prado, Bourges | 15 mai 2021 à 18 h 30 – Le Prado, Bourges | 15 mai 2021 à 18 h 30 – Le Prado, Bourges |
|  | 4                | Lattes-Montpellier BLMA  | 4                                      | Lattes-Montpellier BLMA | 74 | 74                       | 83                                     | *67                                    |                                        |                                        |  |  | 15 mai 2021 à 18 h 30 – Le Prado, Bourges | 15 mai 2021 à 18 h 30 – Le Prado, Bourges | 15 mai 2021 à 18 h 30 – Le Prado, Bourges | 15 mai 2021 à 18 h 30 – Le Prado, Bourges |
|  | 4                | Lattes-Montpellier BLMA  | 13 mai 2021 à 17 h – Le Prado, Bourges |                         |    |                          | 83                                     | *67                                    |                                        |                                        |  |  | 15 mai 2021 à 18 h 30 – Le Prado, Bourges | 15 mai 2021 à 18 h 30 – Le Prado, Bourges | 15 mai 2021 à 18 h 30 – Le Prado, Bourges | 15 mai 2021 à 18 h 30 – Le Prado, Bourges |
|  | 5                | ESB Villeneuve-d’Ascq LM | *77                                    | 54                      |    |                          |                                        |                                        |                                        |                                        |  |  | 15 mai 2021 à 18 h 30 – Le Prado, Bourges | 15 mai 2021 à 18 h 30 – Le Prado, Bourges | 15 mai 2021 à 18 h 30 – Le Prado, Bourges | 15 mai 2021 à 18 h 30 – Le Prado, Bourges |
|  | 5                | ESB Villeneuve-d’Ascq LM | *77                                    | 54                      | 4  | Lattes-Montpellier BLMA  | 64                                     | 64                                     |                                        |                                        |  |  |                                           |                                           |                                           |                                           |
|  | 4 et 8 mai 2021  |                          |                                        |                         | 4  | Lattes-Montpellier BLMA  | 64                                     | 64                                     |                                        |                                        |  |  |                                           |                                           |                                           |                                           |
|  |                  |                          | 3                                      | Basket Landes           | 72 | 72                       |                                        |                                        |                                        |                                        |  |  |                                           |                                           |                                           |                                           |
|  | 2                | LDLC Lyon ASVEL fémininT | 3                                      | Basket Landes           | 72 | 72                       | 121                                    | *117                                   |                                        |                                        |  |  |                                           |                                           |                                           |                                           |
|  | 2                | LDLC Lyon ASVEL fémininT |                                        |                         |    |                          |                                        |                                        |                                        |                                        |  |  |                                           |                                           |                                           |                                           |
|  | 7                | FCB Charleville-Mézières | *93                                    | 61                      |    |                          |                                        |                                        |                                        |                                        |  |  |                                           |                                           |                                           |                                           |
|  | 7                | FCB Charleville-Mézières | *93                                    | 61                      | 2  | LDLC Lyon ASVEL fémininT | 73                                     | 73                                     |                                        |                                        |  |  |                                           |                                           |                                           |                                           |
|  | 4 et 8 mai 2021  |                          |                                        |                         | 2  | LDLC Lyon ASVEL fémininT | 73                                     | 73                                     |                                        |                                        |  |  |                                           |                                           |                                           |                                           |
|  |                  |                          | 3                                      | Basket Landes           | 77 | 77                       |                                        |                                        |                                        |                                        |  |  |                                           |                                           |                                           |                                           |
|  | 3                | Basket Landes            | 3                                      | Basket Landes           | 77 | 77                       | 85                                     | *77                                    |                                        |                                        |  |  |                                           |                                           |                                           |                                           |
|  | 3                | Basket Landes            |                                        |                         |    |                          |                                        | *77                                    |                                        |                                        |  |  |                                           |                                           |                                           |                                           |
|  | 6                | Roche Vendée Basket Club | *82                                    | 72                      |    |                          |                                        |                                        |                                        |                                        |  |  |                                           |                                           |                                           |                                           |
|  | 6                | Roche Vendée Basket Club | *82                                    | 72                      |    |                          |                                        |                                        |                                        |                                        |  |  |                                           |                                           |                                           |                                           |
|  |                  |                          |                                        |                         |    |                          |                                        |                                        |                                        |                                        |  |  |                                           |                                           |                                           |                                           |

* indique l’équipe qui reçoit.
1. 1 2  Forfait sanitaire de Tarbes, touché par la Covid-19[4],[5].

#### Finale
| 15 mai 2021 18 h 30 (HAEC) | Rapport | Basket Landes                                                                  | 72–64                               | Lattes-Montpellier BLMA                                        |  | Palais des sports du Prado Bourges Affluence : NC Arbitres : Audrey Secci Marion Ortis Amel Dahra | La chaîne L'Équipe |
| 15 mai 2021 18 h 30 (HAEC) | Rapport | Score par quart-temps : 14–16, 15–13, 21–13, 22–22                             |                                     |                                                                |  | Palais des sports du Prado Bourges Affluence : NC Arbitres : Audrey Secci Marion Ortis Amel Dahra | La chaîne L'Équipe |
| 15 mai 2021 18 h 30 (HAEC) | Rapport | Score par mi-temps : 29–29, 43–35                                              |                                     |                                                                |  | Palais des sports du Prado Bourges Affluence : NC Arbitres : Audrey Secci Marion Ortis Amel Dahra | La chaîne L'Équipe |
| 15 mai 2021 18 h 30 (HAEC) | Rapport | Vukosavljević, 16 Vukosavljević, 9 Dumerc, 5 Vukosavljević, 22 +/– : Ayim, +12 | Points Rebonds Passes d. Évaluation | Collier, 22 Collier, 8 Allemand, 5 Collier, 23 +/– : Filip, +1 |  | Palais des sports du Prado Bourges Affluence : NC Arbitres : Audrey Secci Marion Ortis Amel Dahra | La chaîne L'Équipe |
| 15 mai 2021 18 h 30 (HAEC) | Rapport | Basket Landes est sacré champion de France.                                    |                                     |                                                                |  | Palais des sports du Prado Bourges Affluence : NC Arbitres : Audrey Secci Marion Ortis Amel Dahra | La chaîne L'Équipe |

## Statistiques

### Meilleures moyennes individuelles par match
| # | Nom                | Club            | MJ | Points | PPM  |
| - | ------------------ | --------------- | -- | ------ | ---- |
| 1 | Meighan Simmons    | Charnay BBS     | 14 | 236    | 16,9 |
| 2 | Tiffany Clarke     | La Roche Vendée | 22 | 364    | 16,5 |
| 3 | Myisha Hines-Allen | BLMA            | 21 | 345    | 16,4 |
| 4 | Alexia Chartereau  | Tango Bourges   | 22 | 329    | 15   |
| 5 | Regan Magarity     | Tarbes GB       | 21 | 309    | 14,7 |

| # | Nom | Club | MJ | T2R/T2T | %2 |
| - | --- | ---- | -- | ------- | -- |
| 1 |     |      |    |         |    |
| 2 |     |      |    |         |    |
| 3 |     |      |    |         |    |
| 4 |     |      |    |         |    |
| 5 |     |      |    |         |    |

| # | Nom | Club | MJ | T3R/T3T | %3 |
| - | --- | ---- | -- | ------- | -- |
| 1 |     |      |    |         |    |
| 2 |     |      |    |         |    |
| 3 |     |      |    |         |    |
| 4 |     |      |    |         |    |
| 5 |     |      |    |         |    |

| # | Nom | Club | MJ | T1R/T1T | %1 |
| - | --- | ---- | -- | ------- | -- |
| 1 |     |      |    |         |    |
| 2 |     |      |    |         |    |
| 3 |     |      |    |         |    |
| 4 |     |      |    |         |    |
| 5 |     |      |    |         |    |

| # | Nom                | Club        | MJ | Rbds | RPM |
| - | ------------------ | ----------- | -- | ---- | --- |
| 1 | Myisha Hines-Allen | BLMA        | 21 | 200  | 9,5 |
| 2 | Regan Magarity     | Tarbes GB   | 21 | 198  | 9,4 |
| 3 | Evelyn Akhator     | Flammes CB  | 22 | 176  | 8   |
| 4 | Ziomara Morrison   | Nantes RB   | 22 | 173  | 7,9 |
| 5 | Jasmine Bailey     | Saint-Amand | 20 | 158  | 7,9 |

| # | Nom              | Club            | MJ | PD | PPM |
| - | ---------------- | --------------- | -- | -- | --- |
| 1 | Julie Allemand   | BLMA            |    |    | 6,9 |
| 2 | Amel Bouderra    | Flammes CB      |    |    | 5,9 |
| 3 | Marie Pardon     | Tarbes GB       |    |    | 5,5 |
| 4 | Virginie Brémont | Landerneau      |    |    | 5,5 |
| 5 | Caroline Hériaud | La Roche Vendée |    |    |     |

| # | Nom                   | Club              | MJ | Ctr. | CPM |
| - | --------------------- | ----------------- | -- | ---- | --- |
| 1 | Aby Gaye              | Landes            |    |      | 1,4 |
| 2 | Vionise Pierre-Louis  | Charnay-lès-Mâcon |    |      | 1,1 |
| 3 | Ana Tadić             | Tarbes GB         |    |      | 1,0 |
| 4 | Clarince Djaldi-Tabdi | Villeneuve-d’Ascq |    |      | 0,8 |
| 5 | Élodie Godin          | Bourges           |    |      | 0,8 |

| # | Nom               | Club              | MJ | Int. | IPM |
| - | ----------------- | ----------------- | -- | ---- | --- |
| 1 | Olivia Époupa     | Charnay-lès-Mâcon |    |      | 3,5 |
| 2 | Promise Amukamara | Charnay-lès-Mâcon |    |      | 2,5 |
| 3 | Jasmine Bailey    | Saint-Amand       |    |      | 2,3 |
| 4 | Ezinne Kalu       | Landerneau        |    |      | 2,1 |
| 5 | Caroline Hériaud  | La Roche Vendée   |    |      | 2,0 |

| # | Nom | Club | MJ | BP | BPM |
| - | --- | ---- | -- | -- | --- |
| 1 |     |      |    |    |     |
| 2 |     |      |    |    |     |
| 3 |     |      |    |    |     |
| 4 |     |      |    |    |     |
| 5 |     |      |    |    |     |

| # | Nom | Club | MJ | Éva. | ÉPM |
| - | --- | ---- | -- | ---- | --- |
| 1 |     |      |    |      |     |
| 2 |     |      |    |      |     |
| 3 |     |      |    |      |     |
| 4 |     |      |    |      |     |
| 5 |     |      |    |      |     |

### Moyennes d’équipe par match
| Équipe               | MJ | Pts  | %2     | %3     | %1     | Ro   | Rd   | Rbds | PD   | Ctr | Int  | BP   | Ft   | FP   | Éval  |
| -------------------- | -- | ---- | ------ | ------ | ------ | ---- | ---- | ---- | ---- | --- | ---- | ---- | ---- | ---- | ----- |
| Landes               | 26 | 73,8 | 47,8 % | 31,9 % | 75,2 % | 11,9 | 27,7 | 39,5 | 18,2 | 2,7 | 7,4  | 14,9 | 18,3 | 18,4 | 85,5  |
| Lattes-Montpellier   | 26 | 73,9 | 47,9 % | 33,6 % | 75,2 % | 10,0 | 28,3 | 38,3 | 18,7 | 2,5 | 7,9  | 15,0 | 19,4 | 16,1 | 85,8  |
| Bourges              | 23 | 77,7 | 50,6 % | 35,4 % | 80,3 % | 10,3 | 26,5 | 36,8 | 18,8 | 2,1 | 8,3  | 14,1 | 17,3 | 19,6 | 93,4  |
| Lyon                 | 25 | 81,8 | 52,6 % | 33,9 % | 84,2 % | 10,5 | 28,3 | 38,8 | 21,8 | 2,0 | 9,0  | 16,0 | 17,0 | 18,6 | 100,5 |
| Villeneuve-d’Ascq    | 24 | 70,6 | 47,5 % | 29,0 % | 74,0 % | 11,0 | 25,8 | 36,9 | 14,9 | 2,2 | 7,7  | 16,5 | 18,5 | 19,9 | 74,8  |
| La Roche-sur-Yon     | 24 | 72,5 | 50,1 % | 30,2 % | 73,1 % | 10,3 | 26,2 | 36,5 | 16,3 | 1,7 | 9,8  | 17,0 | 17,9 | 18,5 | 80,3  |
| Charleville-Mézières | 24 | 72,5 | 49,2 % | 32,2 % | 82,1 % | 8,8  | 25,4 | 34,2 | 16,9 | 1,5 | 8,9  | 16,0 | 16,6 | 15,4 | 80,6  |
| Tarbes               | 22 | 65,2 | 46,8 % | 32,9 % | 77,3 % | 9,1  | 25,9 | 35,0 | 16,1 | 2,0 | 6,0  | 15,2 | 12,6 | 16,2 | 72,6  |
| Charnay-lès-Mâcon    | 22 | 67,8 | 41,8 % | 28,2 % | 75,5 % | 12,6 | 23,2 | 35,8 | 14,6 | 2,3 | 11,2 | 14,9 | 18,6 | 16,8 | 71,4  |
| Landerneau           | 22 | 70,1 | 48,7 % | 30,9 % | 77,1 % | 9,3  | 25,2 | 34,5 | 18,4 | 2,1 | 9,2  | 17,3 | 19,3 | 17,6 | 79,0  |
| Saint-Amand-les-Eaux | 22 | 63,5 | 43,8 % | 30,2 % | 75,2 % | 10,6 | 24,9 | 35,6 | 15,1 | 1,2 | 7,8  | 19,1 | 18,1 | 16,7 | 64,5  |
| Nantes-Rezé          | 22 | 65,2 | 45,1 % | 30,4 % | 75,6 % | 9,3  | 26,5 | 35,8 | 16,4 | 2,5 | 7,1  | 19,0 | 19,2 | 17,3 | 69,1  |

## Récompenses individuelles

### Trophées du basket

#### Récompenses individuelles
- Lors des Trophées du basket 2021, seront révélés la meilleure joueuse, la meilleure espoir ainsi que le meilleur entraîneur de la saison.

| Meilleure joueuse           | Meilleure jeune         | Meilleur entraîneur        |
| --------------------------- | ----------------------- | -------------------------- |
| Alexia Chartereau (Bourges) | Iliana Rupert (Bourges) | Olivier Lafargue (Bourges) |

#### Meilleur cinq
| Meneuse                             | Arrière                | Ailière                                 | Intérieure                  | Pivot                                   |
| ----------------------------------- | ---------------------- | --------------------------------------- | --------------------------- | --------------------------------------- |
| Julie Allemand (Lattes-Montpellier) | Marine Johannès (Lyon) | Valériane Vukosavljević (Basket Landes) | Alexia Chartereau (Bourges) | Myisha Hines-Allen (Lattes-Montpellier) |

## Clubs engagés en coupe d’Europe

### Euroligue
| Équipe        | Qualifications                                 | Qualifications                                 | Saison régulière | Saison régulière | Playoffs    | Playoffs   | Bilan général |
| Équipe        | Résultat                                       | V–D (%V)                                       | Résultat         | V–D (%V)         | Résultat    | V–D (%V)   | V–D (%V)      |
| ------------- | ---------------------------------------------- | ---------------------------------------------- | ---------------- | ---------------- | ----------- | ---------- | ------------- |
| Bourges       | Directement qualifiée pour la saison régulière | Directement qualifiée pour la saison régulière | 3e du groupe D   | 2–4 (33 %)       | Éliminée    | Éliminée   | 2–4 (33 %)    |
| Lyon          | Directement qualifiée pour la saison régulière | Directement qualifiée pour la saison régulière | 2e du groupe B   | 4–2 (67 %)       | ¼ de finale | 1–1 (50 %) | 5–3 (63 %)    |
| Basket Landes | Directement qualifiée pour la saison régulière | Directement qualifiée pour la saison régulière | 4e du groupe D   | 1–5 (17 %)       | Éliminée    | Éliminée   | 1–5 (17 %)    |

### Eurocoupe
| Équipe                     | Qualifications                                 | Qualifications                                 | Saison régulière | Saison régulière | Playoffs            | Playoffs   | Bilan général |
| Équipe                     | Résultat                                       | V–D (%V)                                       | Résultat         | V–D (%V)         | Résultat            | V–D (%V)   | V–D (%V)      |
| -------------------------- | ---------------------------------------------- | ---------------------------------------------- | ---------------- | ---------------- | ------------------- | ---------- | ------------- |
| Charleville-Mézières       | Directement qualifiée pour la saison régulière | Directement qualifiée pour la saison régulière | 1re du groupe F  | 2–1 (67 %)       | 4e de la Finale à 4 | 2–2 (50 %) | 4–3 (57 %)    |
| La Roche-sur-Yon           | Directement qualifiée pour la saison régulière | Directement qualifiée pour la saison régulière | 4e du groupe F   | 0–3 (0 %)        | Éliminée            | Éliminée   | 0–3 (0 %)     |
| Landerneau                 | Directement qualifiée pour la saison régulière | Directement qualifiée pour la saison régulière | 3e du groupe E   | 1–2 (33 %)       | Éliminée            | Éliminée   | 1–2 (33 %)    |
| Villeneuve-d’Ascq          | Directement qualifiée pour la saison régulière | Directement qualifiée pour la saison régulière | 2e du groupe G   | 2–1 (67 %)       | ¼ de finale         | 1–1 (50 %) | 3–2 (60 %)    |
| Saint-Amand Hainaut Basket | Qualifiée                                      | 1–0 (100 %)                                    | 2e du groupe H   | 2–1 (67 %)       | 8e de finale        | 0–1 (0 %)  | 3–2 (60 %)    |